# Bespoke tailoring

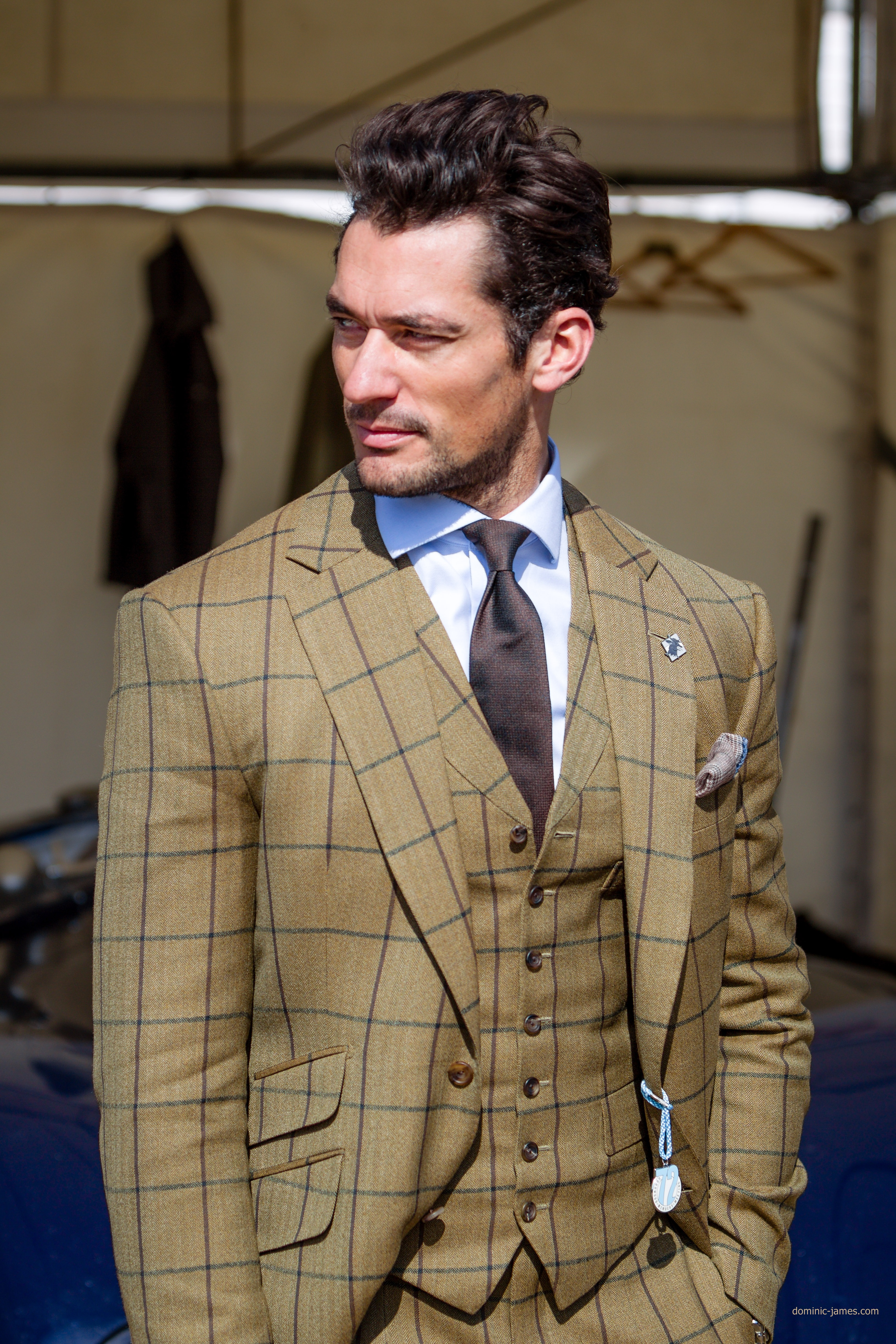
Người mẫu David Gandy, mặc bộ đồ bespoke của Henry Poole & Co. (2014)

Bespoke tailoring /biˈspoʊk/ ⓘ là một nghệ thuật may đo Âu phục được làm hoàn toàn bằng tay, sử dụng các kỹ năng và tiêu chí chất lượng nghiêm ngặt dựa trên một mẫu được tạo riêng cho một khách hàng yêu cầu bởi thợ thủ công khéo léo.

## Ý nghĩa thuật ngữ

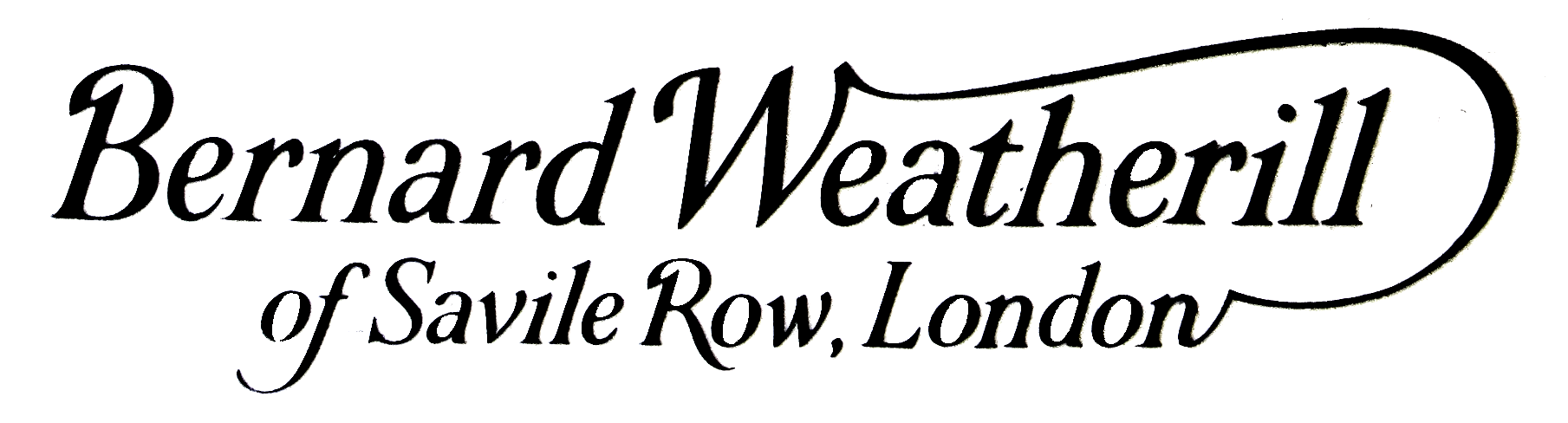
Logo công ty của Bernard Weatherill Ltd tại số 5 phố Savile Row

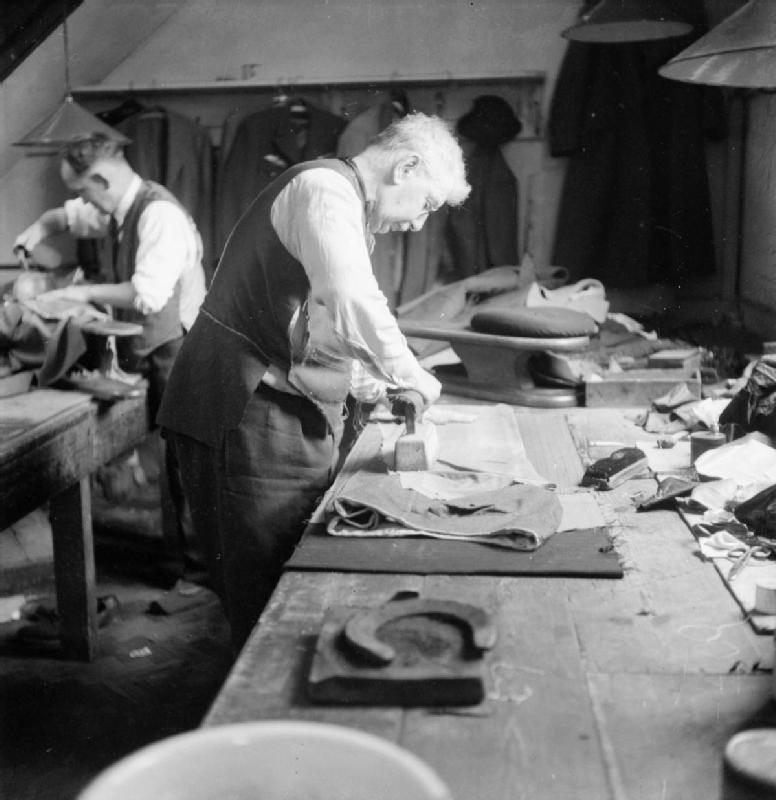
Một thợ may đang làm phẳng các đường nối của chiếc quần trong xưởng may của Henry Poole & Co vào năm 1944

Từ nguyên Bespoke bắt nguồn động từ "bespeak" phát ngôn cho loại hàng hóa đó trong ý nghĩa "được thực hiện theo đơn đặt hàng" chuyên ngành thời trang dành riêng cho quần áo nam thủ công, tương tự như thời trang cao cấp haute couture cho phụ nữ.
Danh tiếng Savile Row phát triển được xây dựng dựa trên sự may đo riêng biệt, trong đó mỗi bộ trang phục được sản xuất theo yêu cầu của cá nhân.

Năm 1846, Henry Poole, được coi là "Người sáng lập Savile Row", đã mở đường cho cơ sở may đo tại số 32 phố Savile Row của thủ đô Luân Đôn.
Những nghệ nhân bậc thầy đã bị thu hút đến khu vực Mayfair bởi những cư dân thuộc tầng lớp thượng lưu đang sinh sống, chủ yếu là các bác sĩ phẫu thuật và sĩ quan trong Quân đội Anh. 
Tại đó các thợ may làm thủ công đã phát triển từ việc trở thành một sản phẩm hàng ngày có sẵn trong các loại giá cả và chất lượng khác nhau đến một thứ độc quyền và đắt tiền. Và trong một thời gian ngắn nghệ thuật may đo phù hợp với nước Anh đã ra đời.
Kể từ những năm 1960, các thợ may Savile Row đã chỉ ra phương pháp làm tan chảy (fuse), để nêu rõ chất lượng thấp khác biệt giữa hàng may sẵn và nghề may bespoke. Các thợ may cũng lập luận rằng bespoke liên quan đến may đo, được hiểu là mọi sản phẩm may mặc đều được làm bằng tay.

## Quy trình Bespoke

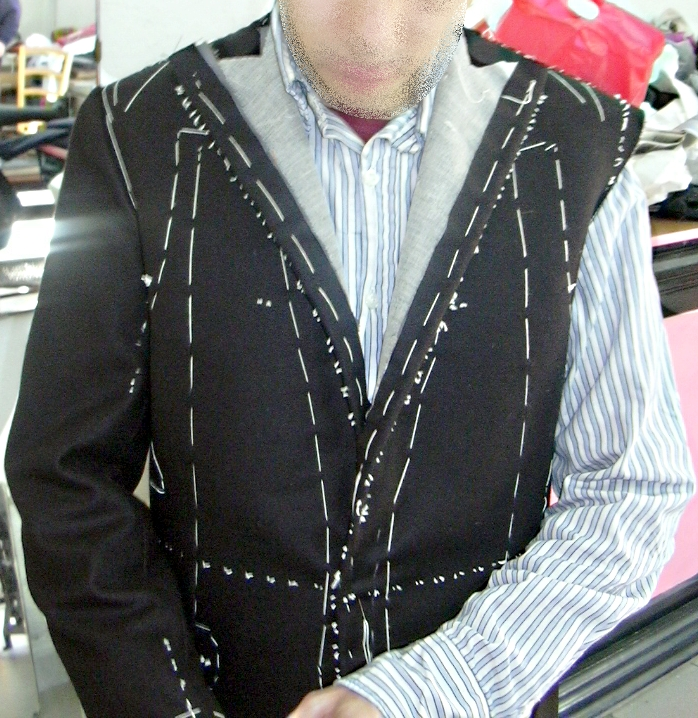
Khâu lắp một chiếc áo bespoke

Thông thường để tạo ra một bộ com lê theo nghệ thuật bespoke cần ít nhất 50 giờ làm việc bằng tay, theo Hiệp hội Savile Row đề cập.
Mỗi bộ quần áo là duy nhất, được thực hiện theo số đo chính xác của khách hàng (thông thường khoảng 28 đến 35 phép đo sẽ được thực hiện trên cơ thể), được phác thảo thành một mẫu giấy riêng mà từ đó vải được chọn. Bộ đồ sau đó sẽ được làm thủ công, với vải co lại, kéo dài, ép, khâu và cấu trúc thành một bộ đồ ba mảnh phù hợp với hình thức hoàn hảo.
Mỗi sản phẩm may đo bespoke đều có hoa văn thủ công riêng, được cắt bởi một bậc thầy cắt chính. Sau đó, được thực hiện dưới sự giám sát cá nhân của một người thợ may theo các tiêu chuẩn chính xác mà Hiệp hội Savile Row cho phép.

### Áo Vest
Đường may theo họa tiết - để cho phép điều chỉnh các đường nối thân chính

Lớp vải lót (trong áo) - may bằng tay

Đường xẻ tà - khâu tay trong suốt

Túi ngực - túi ngực xiên với đường viền tay

Cổ áo trên cùng - vẽ tay lên mặt

Lỗ nút phía trước - khâu tay và lỗ nút ve áo bên trái với vòng hoa khâu

Cổ áo - có khe hở và lỗ khâu tay

Nách tay áo - lót nới lỏng

Túi trước - khâu tay trên túi

Tay áo - đặt bằng tay

Khuy quần - cắt và khâu lỗ bằng tay.

Miếng đệm vai và vải - cắt tay

Áo veston - dựng canh toàn phần

### Quần
Dây thắt lưng - với các miếng lót 3-4 inch và đường may bên hông để điều chỉnh.

Nút quần - khâu bằng tay trong khâu chéo.

Khuy quần - cắt và khâu lỗ bằng tay.

Lớp vải để che giấu một nút buộc, hoặc khóa kéo - khâu bằng tay

Lai quần trước - lót một nửa cho thoải mái

Đường may chỗ ngồi - khâu tay

Túi quần sau - được may bằng tay

## Vải
Không có số lượng kỹ năng may đo có thể ngụy trang việc sử dụng các vật liệu kém. Việc sản xuất các loại vải xa xỉ, từ việc xén lông cừu ban đầu đến cung cấp nó cho các thợ may. Vải cũng như chất lượng loại vải phải đặc biệt cao cấp, độ mịn được sử dụng trong may đo bespoke là rất quan trọng đối với hàng may mặc thành phẩm.
Len trải qua một quy trình được gọi là "tạo lớp", nơi các sợi len thô được chuẩn bị bằng năm công đoạn riêng biệt: đó là pha trộn, làm sạch, giũ sạch, chải thô và cuối cùng là chải kỹ. Khi đã tạo xong một cúi len, len sẽ được nhuộm để có màu sắc mong muốn. Ngoài ra, len có thể được nhuộm sợi hoặc nhuộm mảnh. Len nhuộm sau đó được kéo thành sợi, đưa đến nhà máy len để dệt. Sau khi dệt xong, mỗi tấm vải sau đó sẽ được kiểm tra trước khi đến tay người hoàn thiện để đặt trước khi có thể được sử dụng để may đo.
Tuỳ theo mỗi nhà may có thể cung cấp ít nhất là 2.000 mẫu vải cho khách hàng lựa chọn. Còn theo ông Colin Heywood — Giám đốc điều hành của nhà may Anderson & Sheppard cho biết thêm: “khách hàng được hoan nghênh xem xét lựa chọn hơn 4.000 mẫu vải”.

## Phép thử
Các phép đo chính xác là cơ sở để tạo ra một bộ đồ được đặt riêng. Để bắt đầu thực hiện từ đây, mỗi thợ may sẽ có những câu hỏi riêng cho khách hàng về kích cỡ mà người mặc thường chọn trong những bộ com lê may sẵn. Nhưng nhìn chung, khách hàng sẽ được hỏi về dự định mặc bộ đồ của họ ở đâu và như thế nào.
Để đánh giá tư thế và sự vừa vặn hơn, thợ đo sẽ cho khách hàng thử một hoặc hai bộ trang phục có kích thước tiêu chuẩn để xác định những điều chỉnh khác sẽ phải thực hiện. Tuy nhiên, bước quan trọng nhất sẽ là đo lường đầy đủ cho khách hàng. Holger Auffenberg cho biết thêm.
Không phải mọi khách hàng đều mặc một bộ com lê được thiết kế riêng theo cùng một cách, chính vì thế mọi sở thích cá nhân khi chúng vừa vặn và phù hợp với vóc dáng của từng người là điều quan trọng cần được tính đến.

## Phong cách kiểu Anh
Nghề may bespoke bị ảnh hưởng bởi trang phục quân sự ở Anh, với eo thon hơn và phần vai được nhấn mạnh bởi cấu trúc lớp vải cứng tạo cho chiếc áo một vẻ ngoài tinh tế. Bởi vì bộ âu phục bắt nguồn từ các hoạt động may đo bespoke thực sự, com-lê truyền thống của nước Anh có xu hướng vừa vặn với mọi loại cơ thể. Đường cắt lấy cảm hứng từ quân đội làm cho nam giới trông gầy, cơ bắp và vẻ ngoài vương giả.
Nét đặc trưng của một bộ đồ cắt kiểu Anh:
- Áo vest một hàng khuy với khuy 2 cúc áo.
- Đường xẻ tà đôi.
- Eo thon.
- Túi nắp nghiêng.
- Ve áo "miệng cá"
- Nách tay áo cao, vai không đệm hoặc đệm nhẹ.

## Phương pháp dựng canh

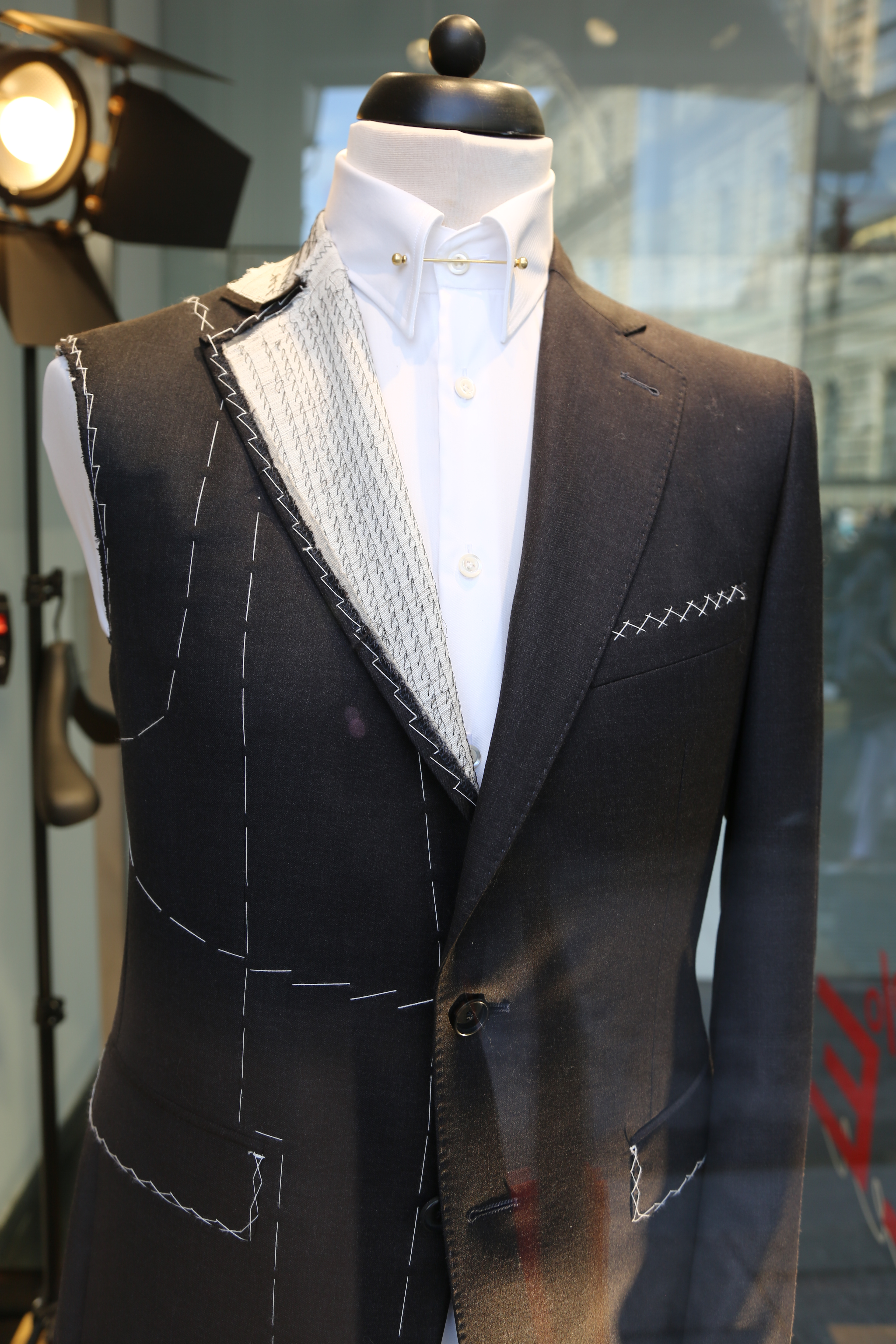
giai đoạn dựng canh toàn phần với lớp vải bạt nổi (ve áo)

Vải bạt nổi được hiểu là tấm vải lót, một trong những khía cạnh quan trọng nhất để xác định chất lượng tổng thể của bộ com lê may bespoke. Lớp vải nổi thêm cấu trúc vào điều khiển phần trước của áo vest, và đảm bảo rằng áo vest đúng cách, hình dạng và duy trì độ bền của áo theo thời gian.
Vải bạt nổi được cắt theo hình dạng của áo vest, sau đó khâu trực tiếp vào vải. Mũi khâu được sử dụng để bảo đảm vải nổi được gọi là khâu đệm. Tấm vải này giữ hình dạng của chiếc áo vest không bị chụm nhăn và giữ được độ đứng cho chiếc áo.
Theo truyền thống, tấm vải được làm từ lông ngựa, được dệt cùng với len, sợi bông, vải lanh hoặc sợi tổng hợp. Lông ngựa được dệt hình sợi mành có độ mềm dẻo cao. Lớp vải này thường nằm giữa mặt vải bên ngoài và lớp lót bên trong cùng của áo. Dưới sức nóng của máy ép nóng (hoặc bàn ủi thông thường) vải bạt nổi sẽ tan chảy và dính len vào bên trong áo khoác.
Có ba phương pháp dựng canh:
- Dựng canh toàn phần (full canvas): Một tấm vải nổi đầy đủ nằm dọc theo toàn bộ mặt trước của áo khoác, từ đường may ở vai và ve áo đến viền dưới.[14]
- Dựng canh một nữa (half canvas): dùng để chỉ một tấm vải nổi đến từ đường nối vai và ve áo đến nửa ngực.[14]
- Ép mùng (fused): giảm chi phí so với cả hai phương pháp trên và không sử dụng vải nổi xen kẽ, thay vào đó phủ một lớp keo dựng nằm giữa các lớp vải với nhau.[12]

## So sánh
Sự khác biệt giữa may đo bespoke được tạo ra là không sử dụng mẫu dựng cắt có sẵn, trong khi Made-to-measure (MTM) được tạo ra với một mô hình mẫu cơ bản có thể được sửa đổi để thích ứng với các phép đo của khách hàng cụ thể.
Bespoke được yêu cầu một mẫu cắt riêng lẻ, độc bản, sau đó được giữ lại nếu khách hàng cần may thêm các bộ quần áo; trong khi đó, dịch vụ may đo sẵn thường được lưu trữ ngay trên máy tính. Ngay cả công việc thủ công thường được coi là một tiêu chuẩn của may đo bespoke, thì ngày càng được tìm thấy trong các sản phẩm MTM.
Với một bộ com lê may theo quy trình bespoke, một mẫu được thiết kế và làm từ đầu dựa trên số đo của khách hàng, thường là từ hơn 20 phép đo liên quan đến nhiều phụ kiện, chi tiết, chi phí, và tốn nhiều thời gian hơn để sản xuất so với dịch vụ may đo MTM. Made-to-measure không thể điều chỉnh chi tiết cho các hình dáng và độ dốc vai. Một bộ đồ may đo sẵn là phù hợp về lựa chọn chi phí.

## Chi phí
Về mặt tài chính, một bộ đồ may đo theo nghệ thuật bespoke có chi phí trung bình dao động từ 3.000 đến 5.000 đô la, một sự khác biệt rõ ràng giữa made-to-measure và may đo truyền thống này.